# Божедарівська селищна територіальна громада
Божедарівська селищна територіальна громада — територіальна громада в Україні, у Кам'янському районі (до 2020 року в Криничанському районі) Дніпропетровської області. Адміністративний центр — селище Божедарівка.
Площа громади — 265,9 км², населення — 5820 мешканців (2018).
Утворена 22 липня 2016 року шляхом об'єднання Божедарівської селищної ради та Болтишківської, Покровської сільських рад Криничанського району. З 2020 року до неї приєднано території Адамівської, Биківської, Катернопільської, Кудашівської та Саксаганської сільських рад Криничанського району.

## Населені пункти
До складу громади входять 3 селища (Божедарівка, Милорадівка, Сорокопанівка) і 39 сіл:
- Адамівка
- Андріївка
- Бикове
- Благословенна
- Божедарівка
- Болтишка
- Василівка
- Весела Долина
- Веселе
- Вільне
- Водяне
- Грузинівка
- Зелена Долина
- Зелений Яр
- Зоря
- Калинівка
- Катеринівка
- Катеринопіль
- Ковалівка
- Крута Балка
- Кудашівка
- Людмилівка
- Надія
- Нова Праця
- Новогурівка
- Новожитлівка
- Новомилорадівка
- Олександрівка
- Олексіївка
- Павлівка
- Покровка
- Поляна
- Потоки
- Привілля
- Саксаганське
- Скелюватка
- Теплівка
- Трудове
- Червоний Орлик